# 배아바깥막
배아바깥막(영어: extraembryonic membranes), 배아외막, 배체외막, 또는 배외막은 여러 동물의 발생 과정에서 나타나는 구조로, 수정란에서 유래하였지만 배아의 일부가 되지는 않으면서 그 발달을 돕는다. 사람에서부터 곤충에 이르기까지 다양한 동물에서 관찰되며, 특히 사람을 비롯한 포유류의 배아바깥막은 태아막(fetal membrane)이라고도 부른다.
배아가 올바로 발달하려면 수분이 마르지 않고 영양소가 충분하며 노폐물 제거와 기체 교환이 원활해야 한다. 배아와 외부 환경 사이를 매개하여 이와 같은 조건이 잘 갖추어지도록 하는 것이 바로 배아바깥막의 기능이다. 다만 최근 연구 결과는 배아바깥막의 역할이 이처럼 발생을 생리학적으로 보조하는 데에 국한되어 있지 않음을 시사한다. 배아바깥막은 각종 신호전달을 통해 배아의 형태형성을 유도하며, 일부 구조는 실제로 배아의 일부로 발생하는 것으로 보인다. 이런 이유로 오늘날 배아와 그 바깥의 경계는 기존 통념처럼 분명한 것이 아니라고 여겨진다.

## 비교발생학
배아바깥막은 동물 가운데 두 분류군에서 크게 발달하였다. 하나는 양막류 즉 조류·파충류·포유류이고, 다른 하나는 유시류 즉 날개 달린 곤충이다. 양막류와 유시류의 배아바깥막은 생김새와 발생 과정 등 닮은 점이 많다. 하지만 이들의 공통 조상은 약 5억 년 전에 살았던 수생동물로 배아바깥막이 없었을 것으로 추정된다. 즉 두 종류 동물의 배아바깥막은 육지 환경이라는 공통적인 선택 압력 아래에서 서로 독립적으로 진화한 상사기관이다.

달걀의 구조. 배반엽이 9번, 난황막이 7번으로 표시되어 있다.

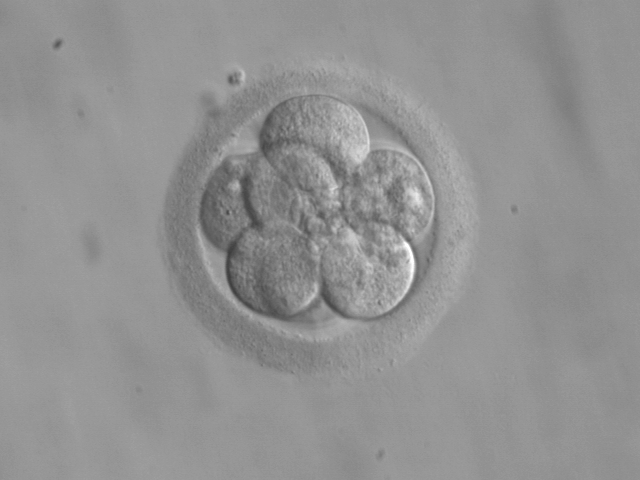
8세포기의 사람 배아. 주위에 투명대가 보인다.

양막류와 곤충에서 공통적으로 관찰되는 구조 가운데 하나는 난황막(vitelline membrane)으로, 발생 시작 전부터 존재하여 노른자와 배아를 에워싼다는 점에서 역할이 비슷하다. 포유류의 경우 투명대가 이에 해당한다. 하지만 이들 구조는 세포로 이루어져 있지 않으므로 참된 배아바깥막으로 볼 수 없다. 또한 양막류의 난황막·투명대는 발생 도중 사라지는 반면 곤충의 난황막은 내내 유지된다는 차이점이 있다.

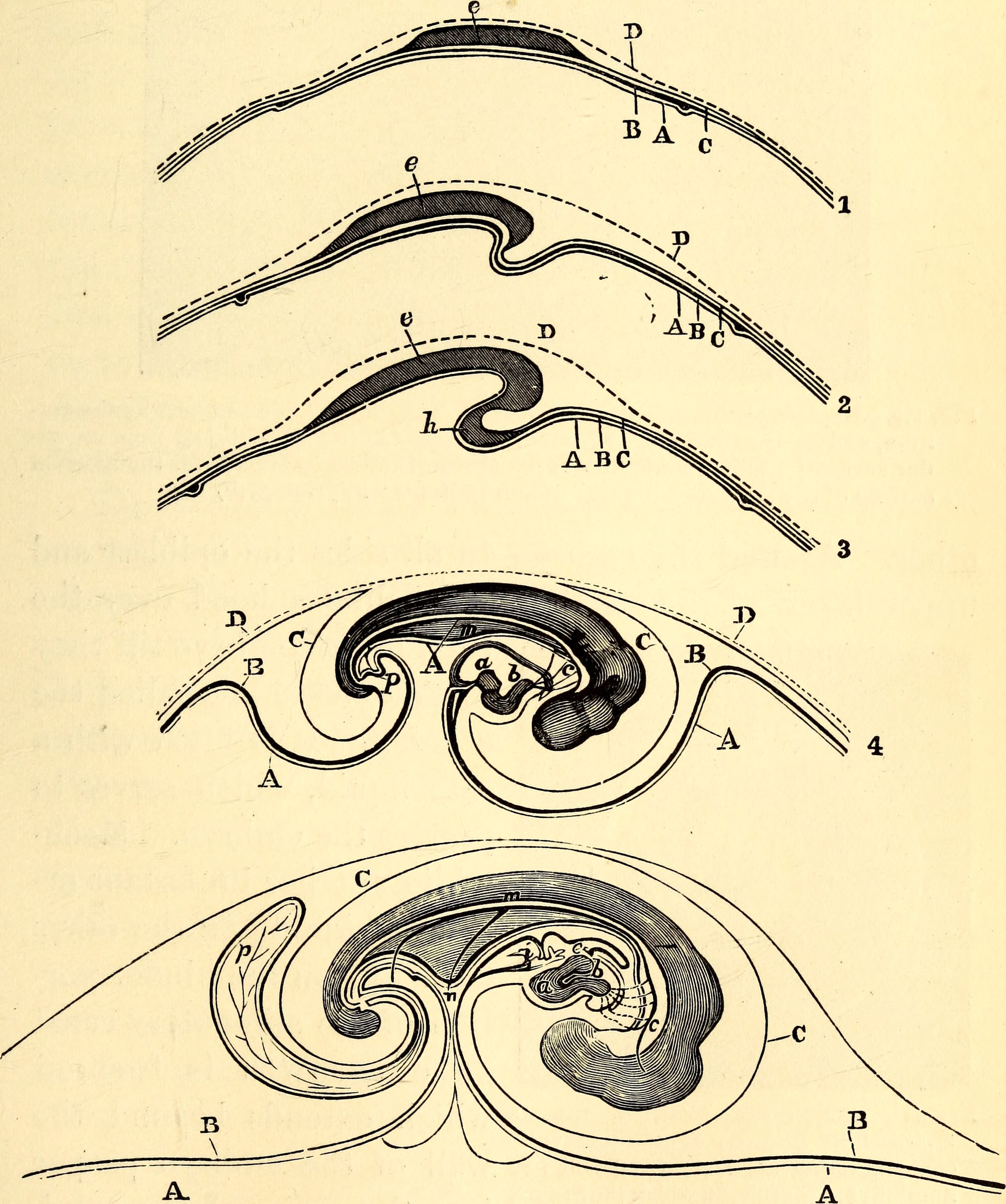
조류 배아바깥막의 형성 과정. 난황막(D)은 차츰 장막(C의 바깥 층)으로 대체된다. 아래판(A)이 노른자를 감싸 난황낭이 된다. 요막(p)은 양막류에서만 관찰되는 구조로, 배아의 내장과 이어져 있다.

난황막 이외에 양막류와 곤충에서 비슷한 기능을 수행하는 두 가지 배아바깥막이 있다. 하나는 양막으로, 배아 바로 주위를 양막낭(amniotic cavity)이라는 주머니로 둘러싸 완충 작용을 한다. 나머지 하나는 'chorion'이라고도 불리고 'serosa'라고도 불리는 구조인데, 양막낭을 에워싸면서 난황막보다는 안쪽에 위치하여 배아와 외부 환경의 상호작용을 매개한다. 이 용어들은 분류군마다 뜻이 달라 헷갈리기 쉽다. 쓰임새를 정리하면 다음과 같다.
- 곤충의 바깥쪽 배아바깥막은 'serosa'로 알껍데기 바로 안쪽에 붙어 있다. 이때 알껍데기의 안쪽 층이 바로 난황막이며, 그보다 바깥에는 'chorion'이라는 층이 존재한다. 이 구조는 세포로 이루어져 있지 않으므로 참된 배아바깥막도 아니고, 난황막보다 바깥에 있으므로 후술한 구조와 상응하지도 않는다.[4]
- 양막류의 바깥쪽 배아바깥막은 'chorion'으로, 분류군에 따라 발생 양상이 조금씩 다르다. 태생 동물에서는 배아가 투명대로부터 부화한 이후에 생겨나 태반으로 발달하는 반면, 난생 동물에서는 난황막이 사라지기 전에 생겨나 차츰 그 자리를 대체한다.[4]
- 석형류 즉 조류와 파충류에서는 'serosa'가 'chorion'과 같은 뜻으로 쓰인다.[4]
- 과거에는 융모가 풍부하게 발달한 포유류 배아바깥막만을 'chorion'이라고 부르고, 나머지를 'serosa'라고 부르는 경우가 있었다. 이 관점에 따르면 포유류 중에서도 단공류와 유대류에는 'serosa'만 있고, 태반류 발생 과정에서는 처음에 'serosa'가 생겼다가 차츰 'chorion'으로 발달하는 셈이다.[5]
- 우리말로 'serosa'는 '장막(漿膜)'이며[6], 'chorion'은 똑같이 '장막'으로 옮기기도 하지만[7] 주로 '융모막(絨毛膜)'으로 따로 옮긴다[6][8]. 영어 'chorion'과 마찬가지로 '융모막' 역시 좁게도[6], 넓게도[8] 정의된다.

달걀 모식도. 배아, 양막(amnion), 장막(chorion), 요막(allantois), 난황낭(vitellus)이 표시되어 있다.

양막류와 곤충 모두에서, 장막·융모막 안쪽에는 양막낭뿐만 아니라 난황낭이라는 또다른 주머니가 만들어진다. 이때 곤충의 난황낭은 노른자를 둘러싸기는 하지만 양막류와 달리 다핵세포로 되어 있는 경우가 많다는 차이점이 있다. 한편 양막류 중에서도 난생과 달리 태생 동물은 노른자가 없으므로 난황낭은 영양소가 아니라 액체로 차 있다는 차이점이 있다.
양막류에는 요막이라는 별도의 배아바깥막이 있다. 특히 조류에서 노폐물을 저장하고 기체 교환을 촉진하며 알 껍데기로부터의 칼슘 재흡수를 돕는 기능을 수행한다. 조류 발생 후기에는 융모막과 요막이 합쳐져 융모요막(chorioallantois)이라 불리는 호흡·배설 기관을 이룬다.
노랑초파리를 비롯한 일부 파리목 곤충은 양막과 장막이 따로 있는 것이 아니라 둘이 합쳐진 양장막(amnioserosa)이 있다.